# Eljas
Eljas là một đô thị trong tỉnh Cáceres, Extremadura, Tây Ban Nha. Theo điều tra dân số 2006 (INE), đô thị này có dân số là 1081 người.
40°14′B 6°49′T / 40,233°B 6,817°T